# Brasserie de l'Espérance
La brasserie de l'Espérance est une brasserie alsacienne installée à Schiltigheim, commune voisine de Strasbourg, dans le Bas-Rhin. Fondée en 1746 elle appartient aujourd'hui au groupe Heineken.

## Présentation

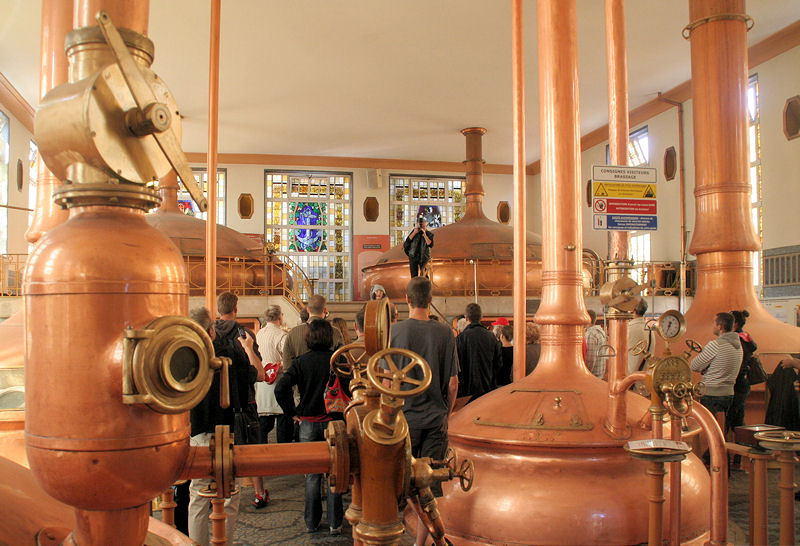
La salle de brassage.

La brasserie de l'Espérance est fondée à Strasbourg en 1746. Sa bière traditionnelle est l'Ancre. Les marques d’origine alsacienne Desperados, Fischer et Adelscott y sont brassées depuis la fermeture de la brasserie Fischer. En 2014 elle emploie 193 personnes et a brassé 1,1 million d'hectolitres, soit un sixième de la production totale d'Heineken en France, pour 80 références. Elle peut produire 100 000 bouteilles par heure. C'est la seule des trois brasseries Heineken en France à disposer d'une ligne de conditionnement de bouteilles consignées.
En plus de la production, la brasserie abrite diverses fonctions de recherche et développement : la direction générale technique du groupe, la direction qualité et technologie ainsi que le pôle innovation et développement d’Heineken en France.
Elle comporte également un « Espace Découverte Heineken France » , lieu privilégié de partage de la culture brassicole destiné au public professionnel et privé (clientèle Cafés-Hôtels-Restaurants, alimentaire, institutions, presse...). La Taverne des Brasseurs, anciennement le Poêle de l'Espérance, est un restaurant traditionnel attenant à la brasserie.
Le grand château d'eau de la brasserie, haut de 65 mètres et surmonté du logo Heineken (autrefois Ancre), est l'un des symboles de Schiltigheim et de l'agglomération strasbourgeoise. L'eau pompée dans la nappe phréatique à 63 mètres de profondeur y est stockée. La superficie de la brasserie est de 12 hectares.

## Histoire

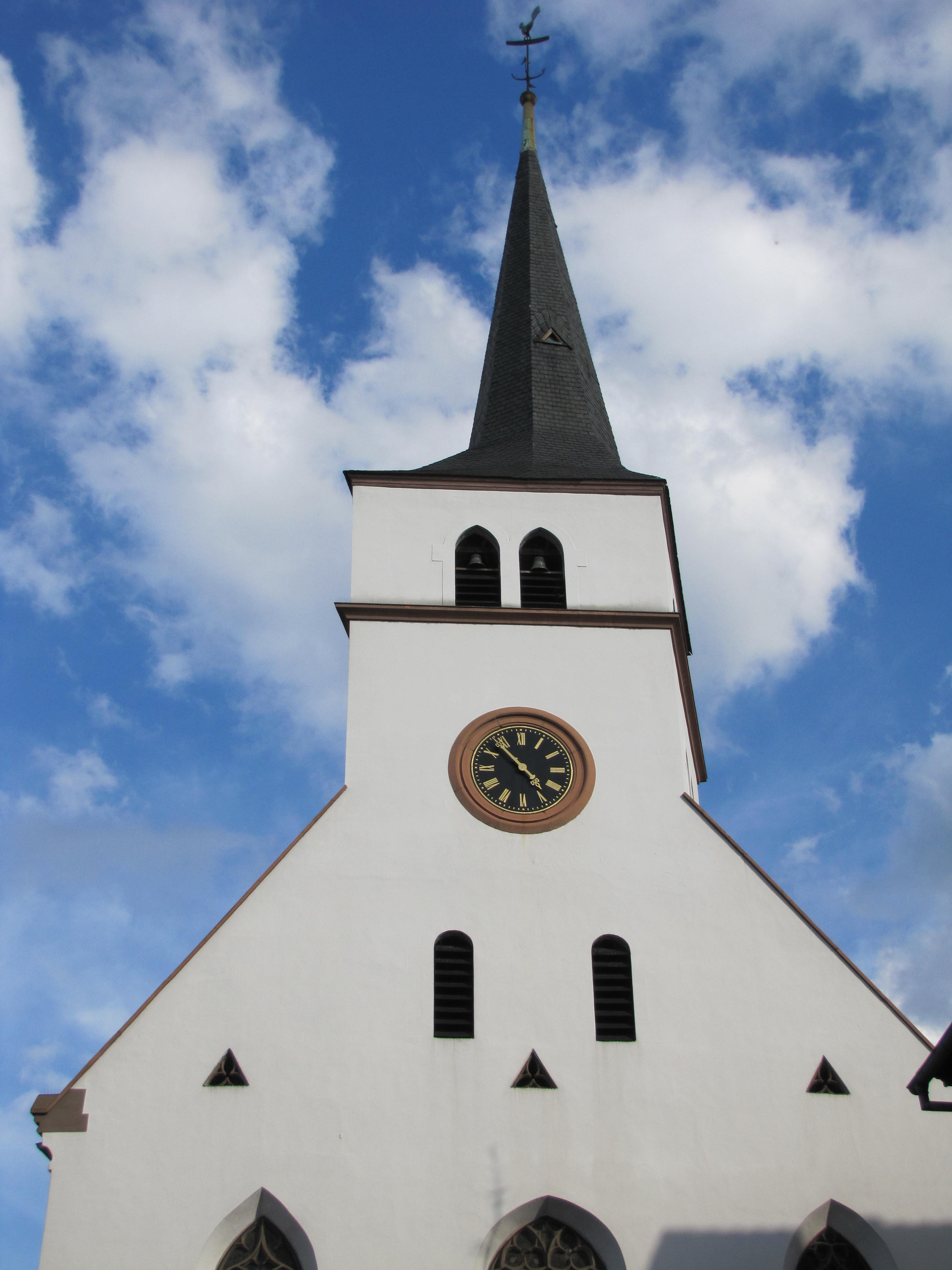
L'ancre au sommet du clocher donna son nom à la brasserie et à sa bière.

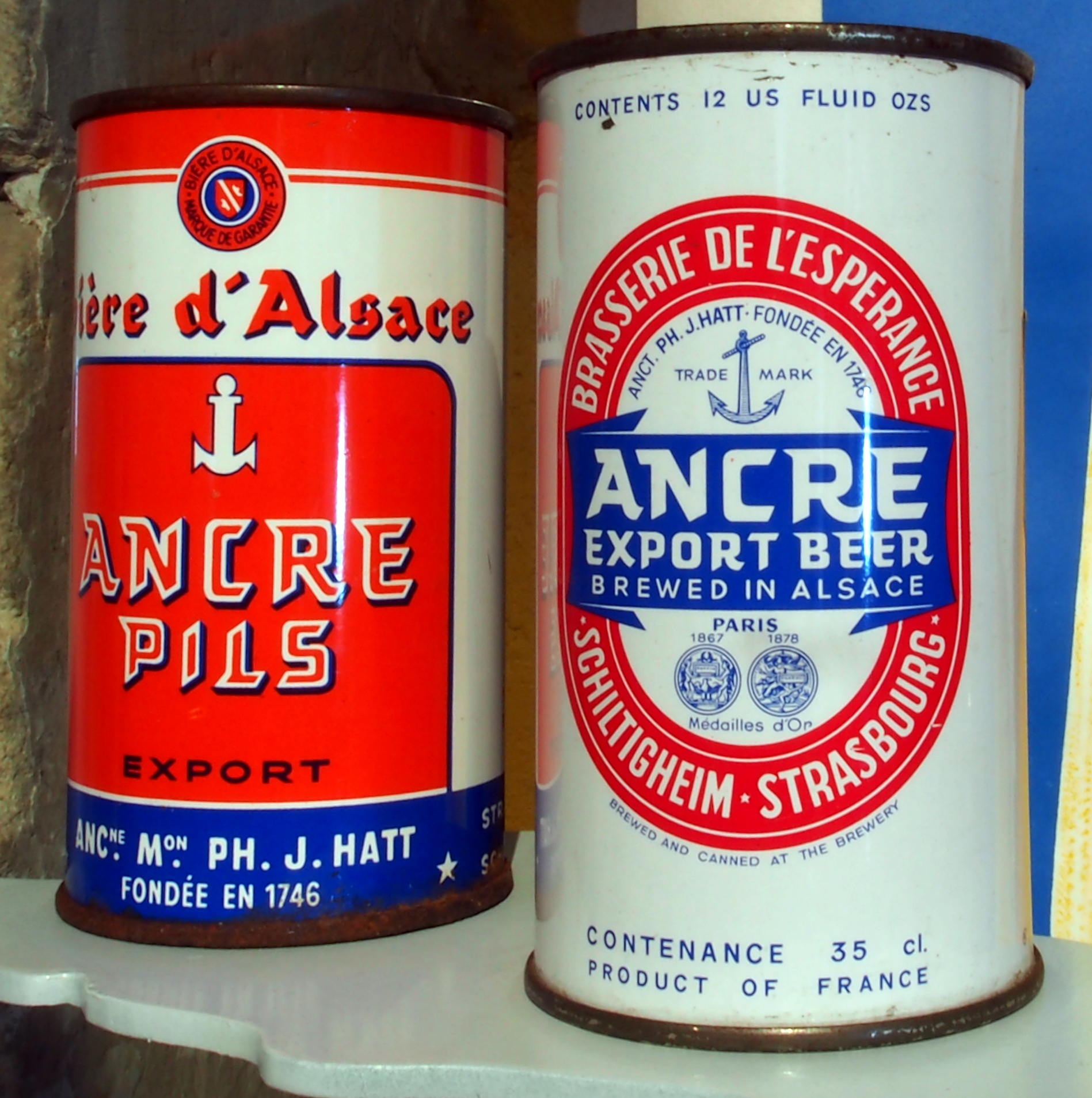
Canettes de bière anciennes de la marque Ancre.

### La brasserie
En 1746, Jean Hatt, petit-fils de Jérôme Hatt fondateur de la brasserie Hatt qui devint ensuite Kronenbourg, fonda la brasserie de l’Espérance rue des Veaux à Strasbourg. L’ancre du clocher de l’église Saint-Guillaume située non loin de là, symbole d'espoir pour les bateliers, donna son nom à la brasserie et à sa bière,.
Elle fut la première brasserie d'Alsace à s'équiper d'une machine à vapeur en 1842.
En 1862, la brasserie est transférée à Schiltigheim, la Cité des Brasseurs, commune voisine de Strasbourg. En 1880, un système industriel de refroidissement viendra compléter les installations.
La brasserie de l'Espérance se dote d'un embranchement ferroviaire dès 1870. La gare aux marchandises de Schiltigheim s'installe juste à côté de la brasserie la même année.
En 1932, la brasserie se modernise avec une nouvelle salle de brassage, surnommée la « cathédrale », comprenant six cuves en cuivre, des vitraux et un sol de mosaïques fastueuses. Cette salle, toujours en activité, reste le symbole de la brasserie.
En 1964, la brasserie produit 600 000 hectolitres. C’est aussi à cette époque que sont menées les premières campagnes de publicité pour la marque Ancre. La bière Ancre est alors exportée dans une cinquantaine de pays.
En 1967 la brasserie de Sarrebourg, en Moselle, fusionne avec la brasserie de l'Espérance. La brasserie de Sarrebourg est définitivement fermée en 1970.
La brasserie de l'Espérance intègre l'Alsacienne de Brasserie (Albra) en 1969, aux côtés des brasseries de la Perle, Mutzig, de Colmar, et Haag à Ingwiller.
En 1972, Heineken acquiert l'Albra et la brasserie de l’Espérance, pour y développer l’activité brassicole et s’implanter en France.

Logo de la bière Heineken.

En 1980 arrivent les premiers brassins de bière Heineken. L'Espérance est alors l’unique site de production français du groupe et le siège social d’Heineken France SA y est installé.
Depuis 2005, pour lutter contre la prolifération des pigeons qui envahissent la brasserie lors des livraisons de malt, un nichoir avec des faucons pèlerins a été installé,.
Une nouvelle ligne de conditionnement en fûts est installée en 2006.

Le Fischermannele. Depuis la fermeture de la brasserie Fischer, la production de celle-ci a été transférée à la brasserie de l'Espérance.

En 2009, la brasserie Fischer ferme ses portes et son activité est transférée à la brasserie de l’Espérance qui devient le site unique de production Heineken de Schiltigheim.
En 2010, la brasserie est dotée d’une ligne de conditionnement de bouteilles consignées destinées au marché Café-Hôtels-Restaurants : 17 types de bouteilles différentes peuvent y être conditionnés, avec des changements réguliers de format. La même année un bâtiment de la brasserie de style art déco est démoli.
En 2012, la brasserie de l’Espérance a célébré ses 150 ans d’activité à Schiltigheim. Cette année-là, la brasserie a produit 1,8 million d'hectolitres et employait 220 personnes, ce qui faisait d'elle la deuxième brasserie alsacienne après la brasserie Kronenbourg d'Obernai.
Le 19 septembre 2013, Heineken a annoncé qu'un tiers du volume brassé à l'Espérance (500 000 hectolitres) allait être ré-alloué aux brasseries du Pélican et de la Valentine. La brasserie de l'Espérance perdit alors 27 emplois. Néanmoins Heineken a annoncé 10 millions d'euros d'investissements étalés sur trois ans pour moderniser et développer la brasserie. En 2014, elle a brassé 1,1 million d'hectolitres.
La gamme Fischer, brassée exclusivement à l'Espérance, a enregistré une hausse des volumes de 11 % au cours de l'année 2014.
Au printemps 2015, l'Espérance a débuté la production de trois nouvelles variétés aromatisées de la bière Edelweiss (herbes des Alpes, fruits des bois et fleur de sureau, zestes d’agrumes et miel) élaborées par son pôle innovation et développement. Heineken a ainsi investi 1,4 million d'euros pour adapter une ligne de conditionnement à la bouteille Edelweiss et mettre en place une nouvelle machine à packs pour l’emballage.
L'Espérance a été récompensée par les Heineken Quality Awards (évaluation des brasseries du groupe sur la qualité de la bière Heineken) en 1994 (1re place mondiale), en 2012 (3e place mondiale) et en 2015 (1re place mondiale).
Début 2017, Heineken a annoncé un nouvel  investissement de 9,3 millions d'euros sur le site et le recrutement de 14 personnes. Une nouvelle ligne d'embouteillage devait être opérationnelle début 2018, avec un objectif de croissance de la production de 450 000 hectolitres par an.

### Annonce de fermeture
Le 15 novembre 2022, le groupe Heineken déclare que la brasserie — qui emploie 220 personnes — sera fermée dans les trois ans. Cette annonce serait justifiée par « les nombreuses contraintes auxquelles est soumis le site », son enclavement en centre-ville qui « empêche tout agrandissement », ses « coûts de production trop importants du fait de certains équipements vétustes » et sa « stratégie de diversification industrielle qui n’a pas porté ses fruits ». Heineken affirme être prêt à examiner toute offre de reprise du site. Pour maintenir sur place la production de la bière Fischer, la création d’une micro-brasserie (toujours à Schiltigheim) est un temps évoquée, mais Heineken opte finalement pour un contrat de sous-traitance avec la brasserie Meteor située à Hochfelden, d'une durée initiale de trois ans avant pérennisation éventuelle.
Heineken a ainsi acquis trois grandes brasseries schilickoises (L’Espérance, Adelshoffen et Fischer) pour les fermer.

### Monument historique
L'ancienne brasserie de l’Espérance fait l'objet d'une inscription au titre des Monuments historiques par arrêté du 1er mars 2024.

## Quelques bières produites
- Ancre ;
- Fischer Tradition ;
- Fischer Doreleï ;
- Fischer de Printemps ;
- Fischer de Noël ;
- Fischer Blanche (mini fût) ;
- Fischer Radler ;
- Fischer La Belle Mira ;
- Pêcheur (pression) ;
- Adelscott ;
- Desperados ;
- Desperados Lime ;
- Desperados Red ;
- Desperados Verde ;
- Heineken ;
- Pelforth Blonde ;
- Amstel ;
- Foster's ;
- George Killian's ;
- Edelweiss originale ;

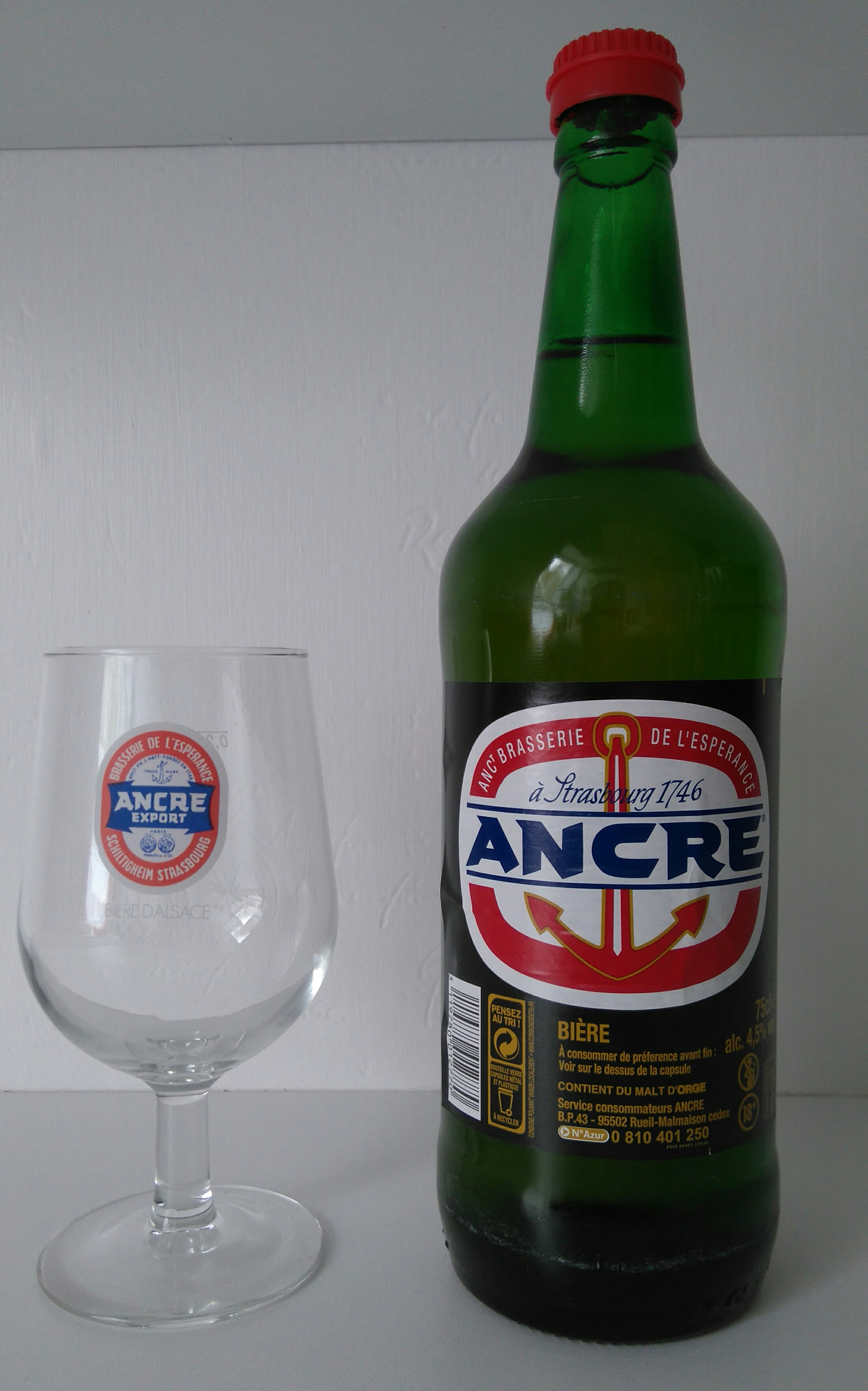
LAncre est la bière de tradition de la brasserie. Blonde, de type pils, elle titre 4,5% et a été médaillée d'or à Paris en 1867 et 1878.

- Edelweiss fruits des bois et fleur de sureau ;
- Edelweiss zestes d'agrumes et touche de miel.

## Galerie

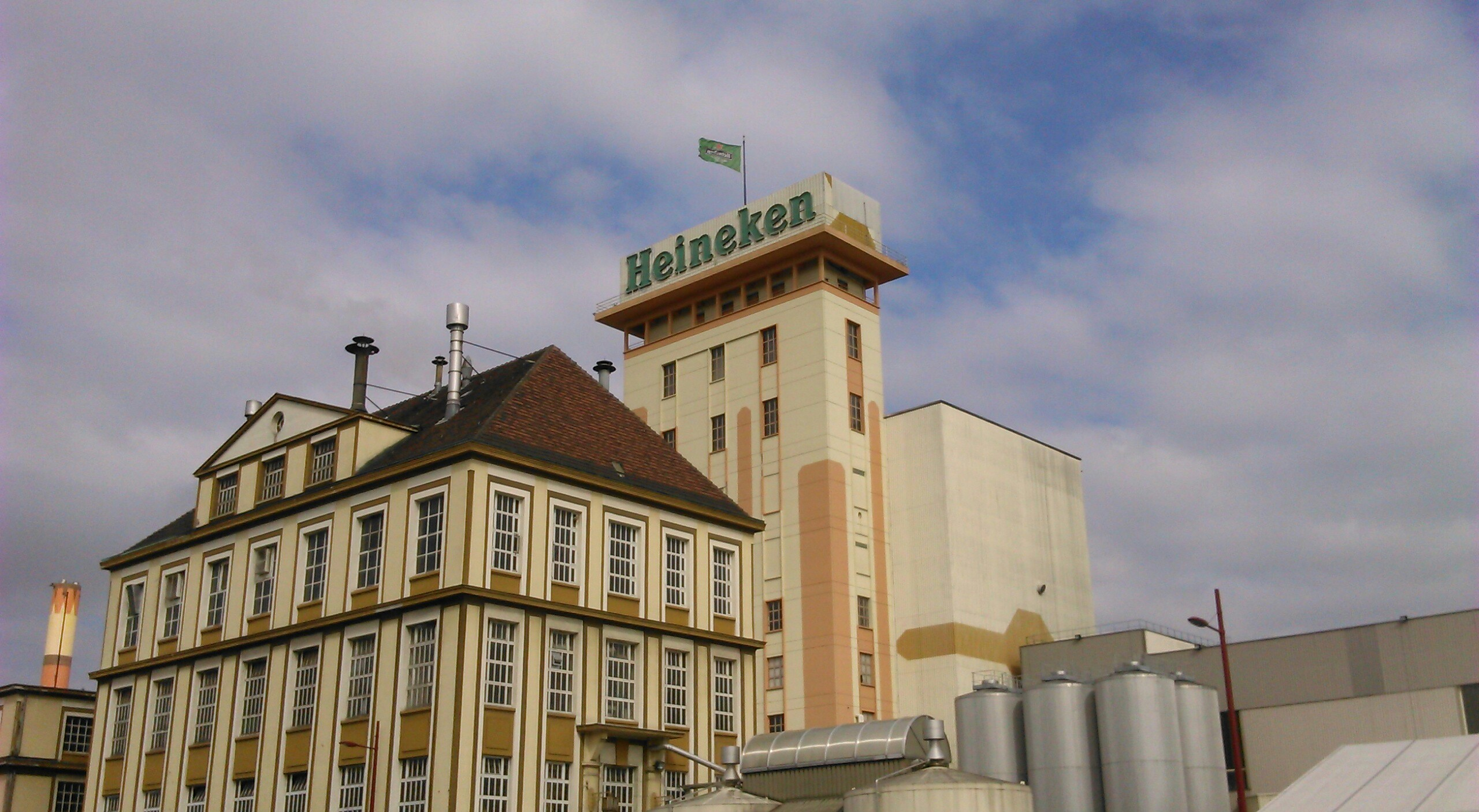
La salle de brassage et le château d'eau.
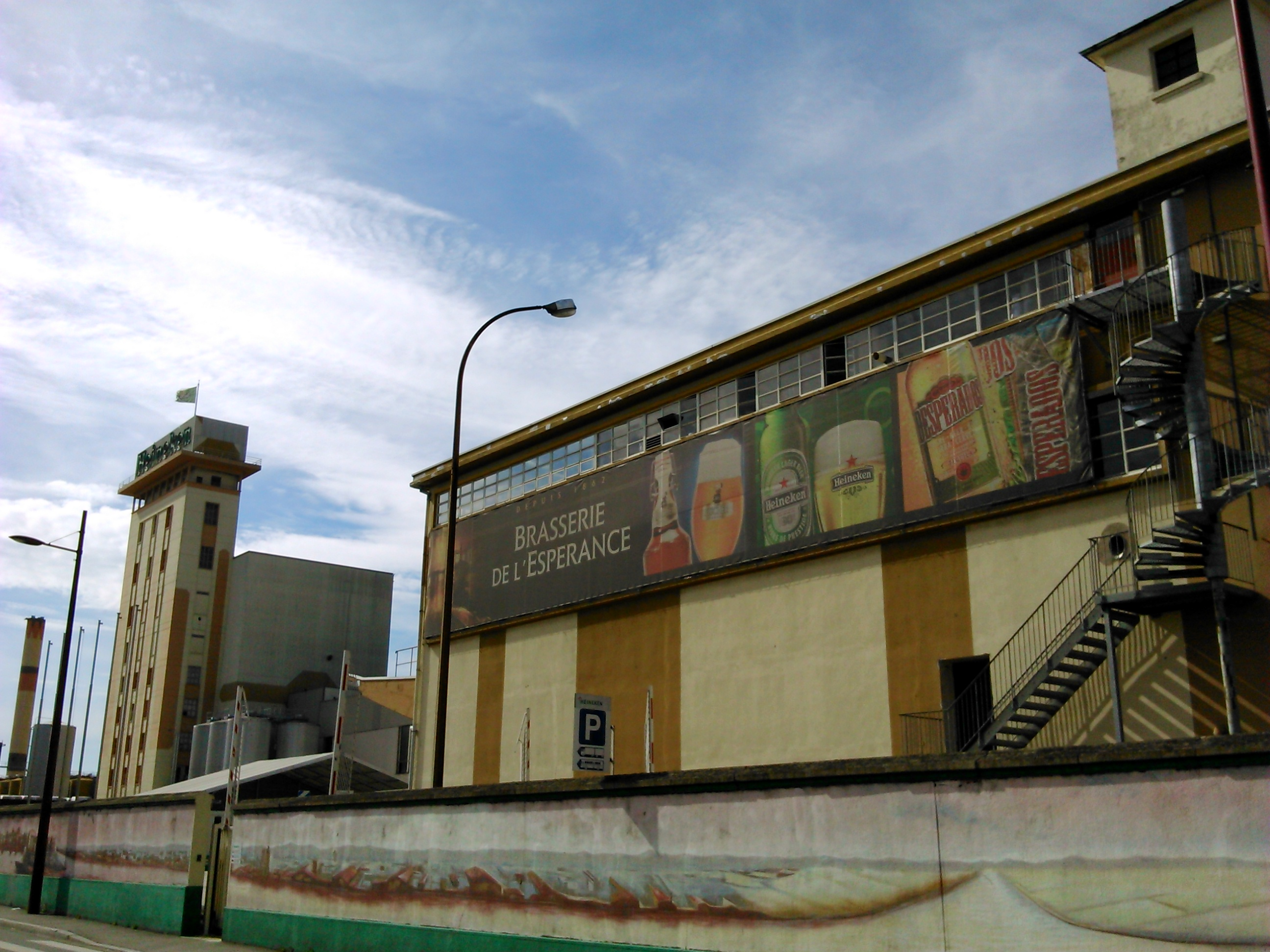
Vue générale.
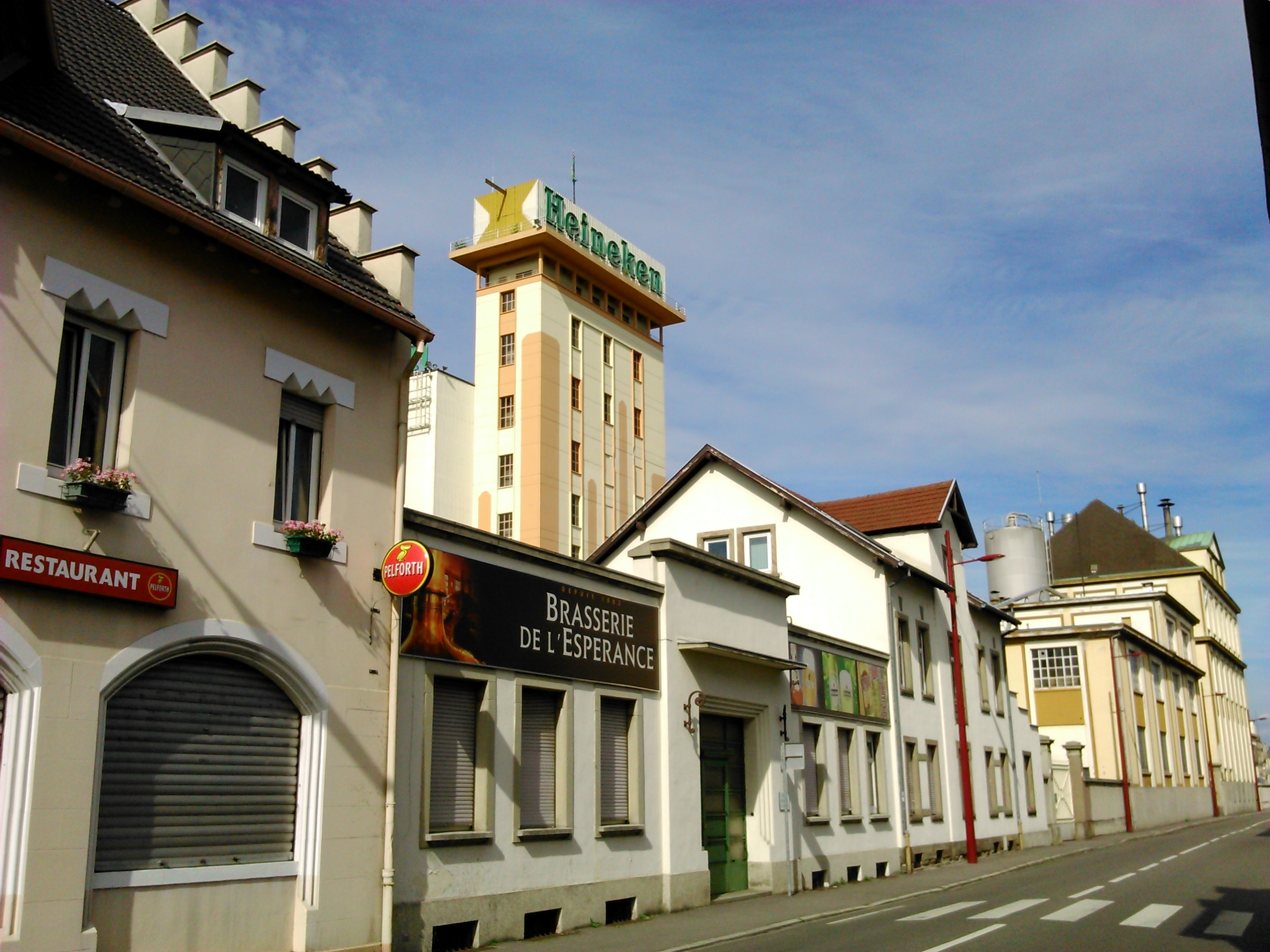
Vue générale et restaurant Taverne des Brasseurs.
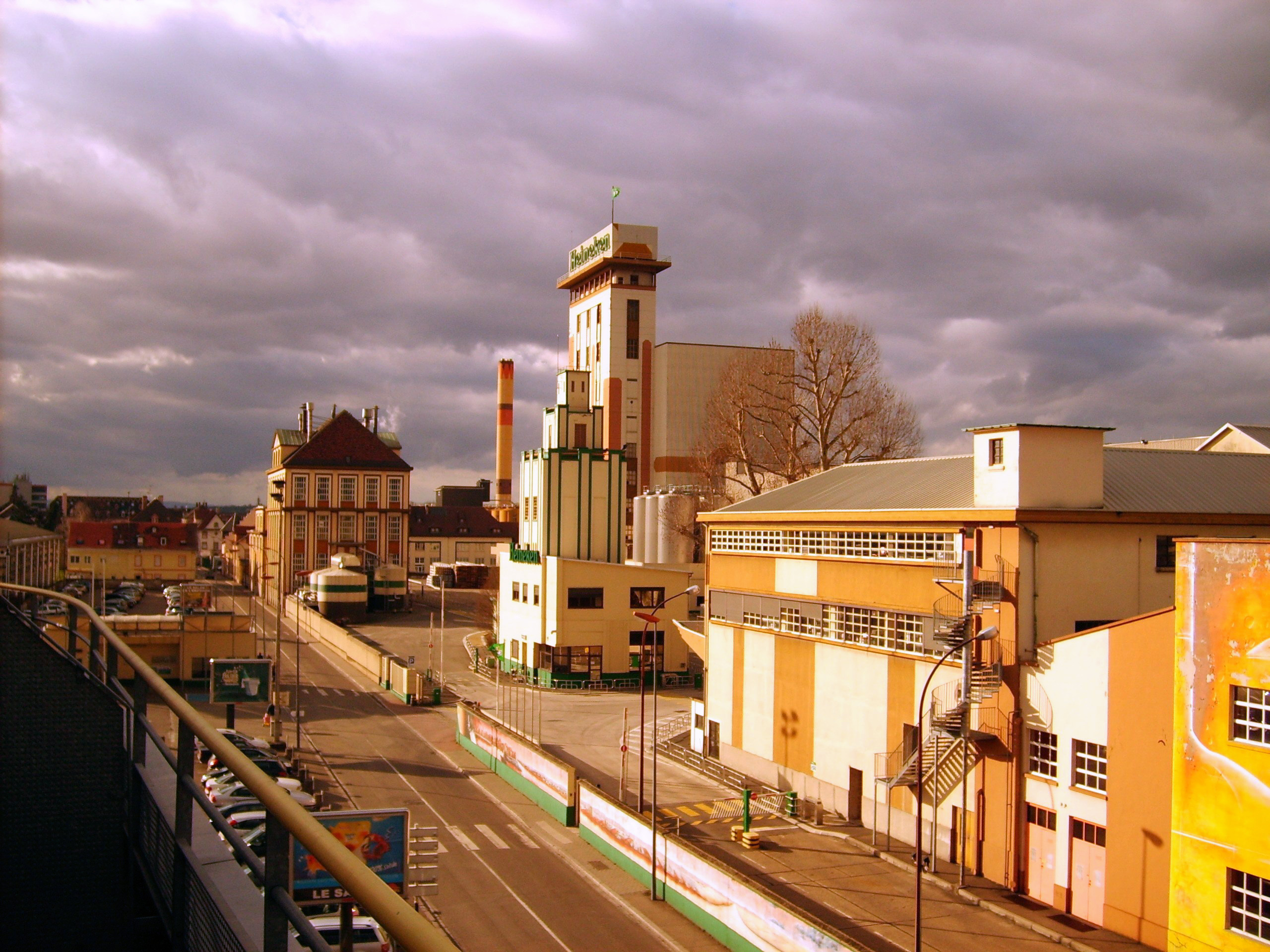
Sur cette photo datant de 2007, on aperçoit le bâtiment art déco démoli en 2010.
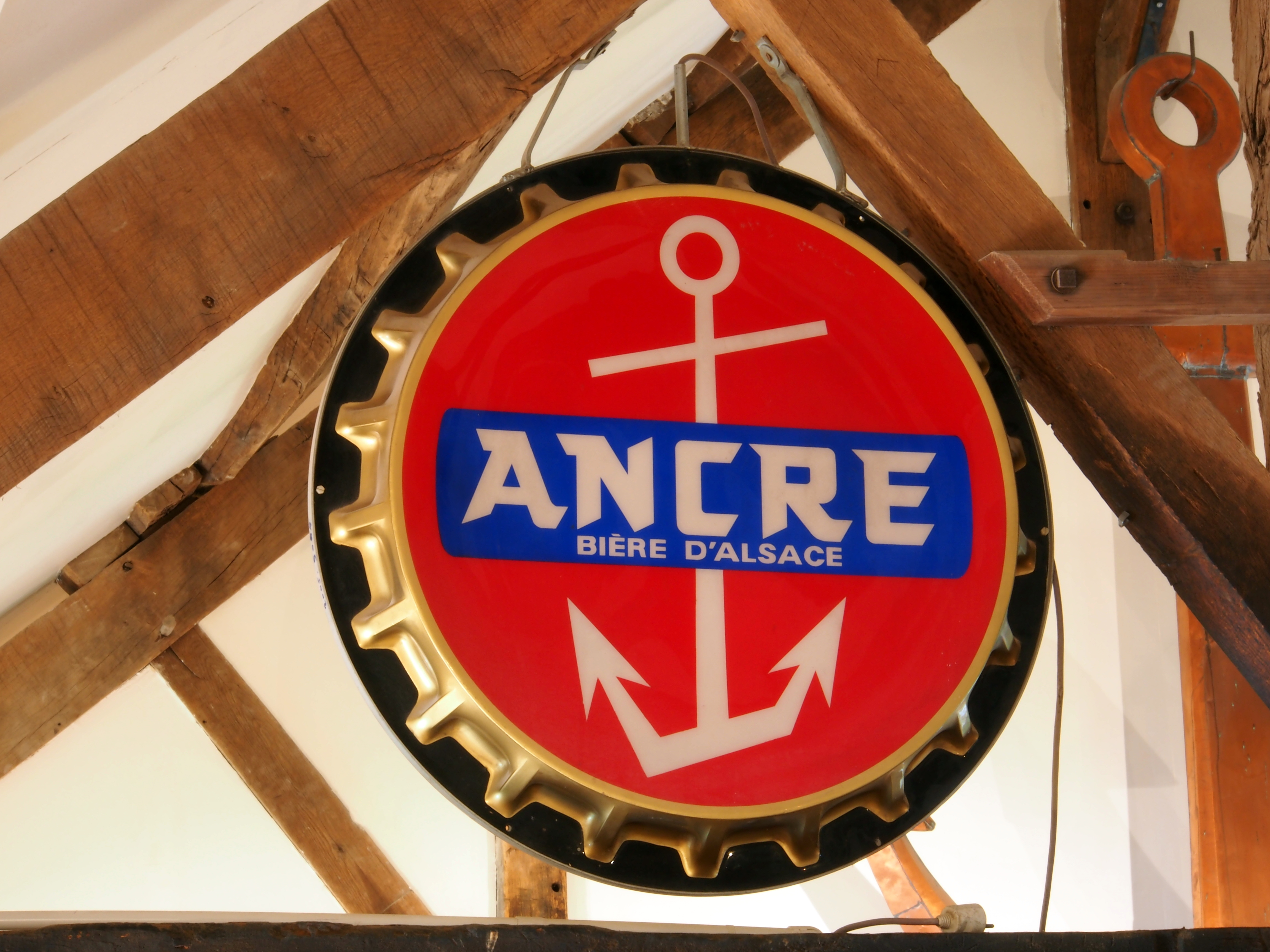
Ancienne enseigne Ancre.